# Arcadia Shepherds Football Club
Maillots
L'Arcadia Shepherds Football Club est un club de football sud-africain basé à Pretoria et fondé en 1903.
Club originellement réservé aux Blancs sud-africains, il est le premier club à aller à l'encontre des lois de l'apartheid en faisant jouer un joueur noir en 1977.

## Histoire
Le club est fondé en 1903. L'équipe est originaire du quartier d'Arcadia mais le nom complet est une référence au tableau Et in Arcadia ego.
Il s'agit alors d'un club réservé aux Blancs sud-africains en raison de l'apartheid.
Le club joue depuis sa fondation au stade Caledonian où le premier terrain en gazon serait mis en place en 1930,. Entre 1914 et 1917, l'équipe joue au Berea Park.
Le club fusionne avec l'ISCOR Pretoria en 1963 et prend le nom d'Arcadia United jusqu'en 1968.
L'équipe remporte un triplé en 1974 avec le championnat de la NFL, la Coupe de la NFL et la Bowl Cup. À cette époque les frères Geoff et Steve Wegerle sont les deux fers de lance de l'équipe, Geoff marquant vingt buts au cours de cette saison.
Arcadia Shepherds est la première équipe blanche à faire jouer un joueur noir le 5 mars 1977.
L'équipe participe ensuite aux championnats mixtes qui comprennent des équipes blanches et noires.
En 1985, les Arcs remportent la Sales House Cup face au Kaizer Chiefs.
Les quatre équipes senior du club évoluent aujourd'hui dans les divisions inférieures du football sud-africain.

## Palmarès
Le triplé que le club remporte en 1974 est le seul remporté par une équipe dans les compétitions NFL réservées aux Blancs.
| Compétitions non-mixtes (NFL) | Compétitions mixtes |
| --- | --- |
| - Championnat d'Afrique du Sud (1) - Champion : 1974 - Coupe de la Ligue nationale (1) - Vainqueur : 1974 - Finaliste : 1965, 1966 et 1975 - UTC Bowl Cup (1) - Vainqueur : 1974 | - Championnat de la NPSL (1) - Champion : 1992 - Coupe de la Ligue (1) - Vainqueur : 1982 - Sales House Cup (1) - Vainqueur : 1985 - BP Top 8 Cup (1) - Vainqueur : 1986 |

## Joueurs emblématiques
Bobby Charlton joue au club dans les années 1970. Les trois frères Wegerle : Steve, Geoff et Roy ont également joué pour les Arcs.